# فاونتن (کارولینای شمالی)
فاونتن (به انگلیسی: Fountain) شهری در ایالت کارولینای شمالی کشور ایالات متحده آمریکا است که جمعیت آن در سرشماری سال ۲۰۱۰ میلادی، ۴۲۷ نفر بوده‌است.